# Riccardo Pampuri

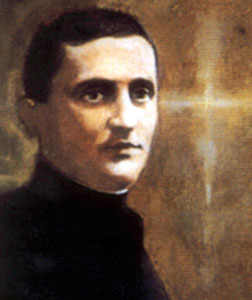
Riccardo Pampuri

Riccardo (Richard) Pampuri OH (* 2. August 1897 in Trivolzio, Lombardei; † 1. Mai 1930 in Mailand) war ein italienischer Arzt und Ordensmann. Er wird seit 1989 in der Römisch-katholischen Kirche als Heiliger verehrt.

## Kindheit
Erminio Filippo Pampuri (Ordensname: Riccardo) wurde als zehntes von elf Kindern geboren. Seine Eltern waren Innocente Pampuri und Angela Campari; seine Mutter starb, als er drei Jahre alt war, sein Vater kam 1907 bei einem Verkehrsunfall ums Leben. Ab seinem 10. Lebensjahr wuchs Erminio Filippo bei seinen Großeltern mütterlicherseits auf. 

## Militärdienst und Arzt
Nach seinem Schulabschluss studierte Erminio Filippo Medizin und wurde 1917 zum Militärdienst eingezogen. Er diente als Unteroffizier in Feldlazaretten und wurde mit dem Leid und den Schmerzen der Verwundeten konfrontiert. Nach dem Ende des Ersten Weltkriegs promovierte er und eröffnete eine Praxis in Morimondo bei Mailand. Hier behandelte er Obdachlose und Einkommensschwache kostenlos. Des Weiteren setzte er sich für die örtliche Jugend ein und unterstützte Bildungs- und Gesundheitsmaßnahmen. Er schloss sich der Vinzenzkonferenz und dem Dritten Orden der Franziskaner an.

## Ordensmann
1927, im Alter von 30 Jahren, trat er als Ordensbruder Ricardo den Barmherzigen Brüdern vom hl. Johannes von Gott in Brescia bei. Er blieb dort weiter als Arzt tätig und leitete für die Ordensgemeinschaft eine Zahnklinik für Bedürftige.  

## Verehrung
Bereits während der Zeit als Arzt und Klinikleiter begann die Verehrung des Ordensmannes. Nach einer Tuberkuloseerkrankung starb er bereits im Alter von 33 Jahren. Bruder Ricardo wurde am 4. Oktober 1981 selig und am 1. November 1989 von Papst Johannes Paul II. heiliggesprochen. Sein Gedenktag in der katholischen Liturgie ist der 1. Mai.